# Витамин Б2
Рибофлавин је део витамин Б комплекса. Први пут је структурно представљен и идентификован 1933. године. Рибофлавин је структурни део коензима FAD. Неопходан је при NADH-дехидрогенази у респираторном ланцу и учествује у преносу водониковог атома у оксидативној фосфорилацији. Стварање енергије у виду молекула АТП-а је немогуће без овог витамина. 
Зелено поврће, нарочито броколи и спанаћ, су богати витамином Б2. Недовољним уносом витамина може доћи до развоја кожних болести.